# Gargares

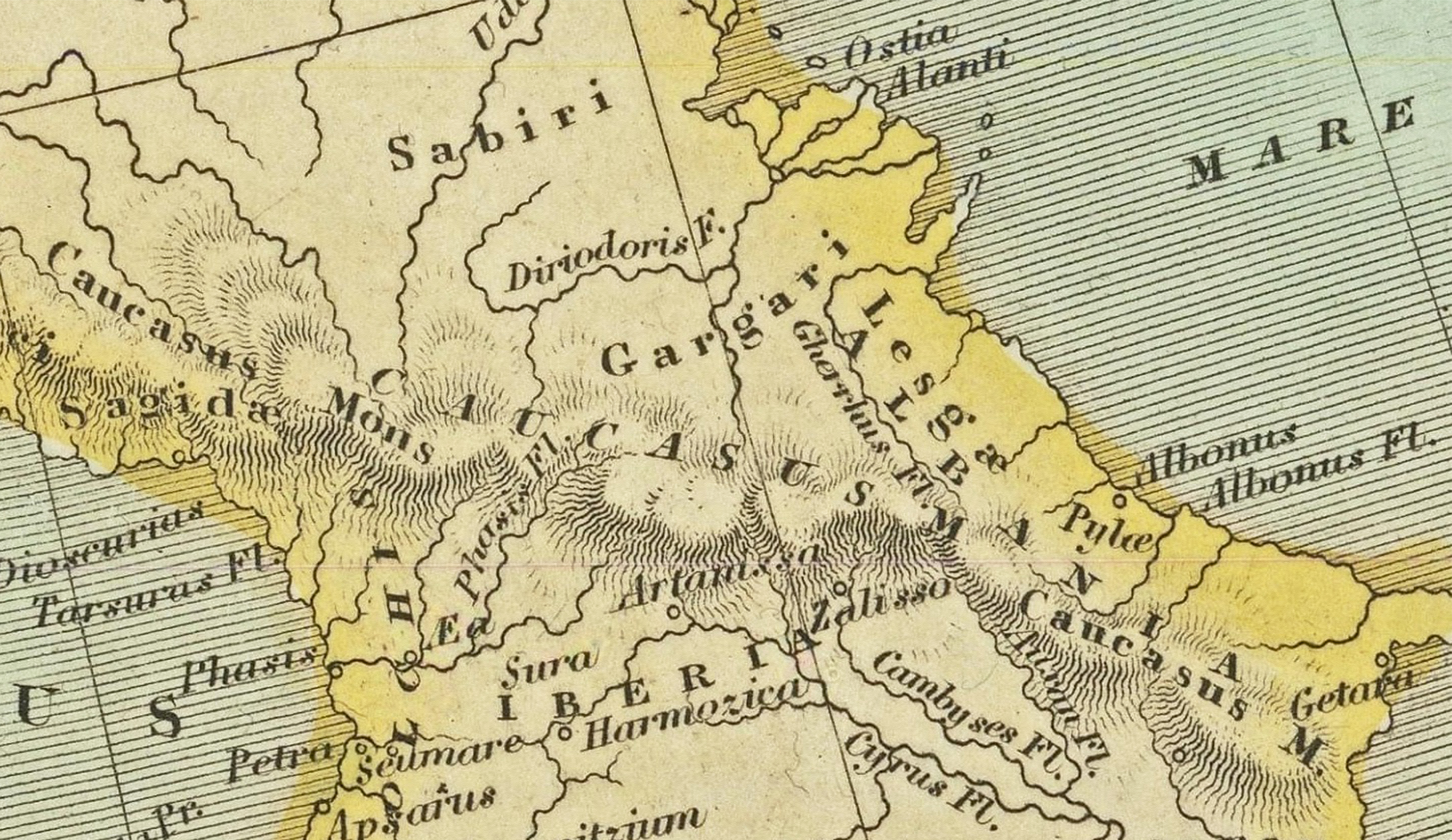
Situation des Gargaréens sur un détail de la carte de l'Empire romain par Henry Teesdale.

Les Gargares ou Gargaréens sont un peuple de l'Antiquité établi dans le nord du Caucase. Ils sont cités à propos de la campagne menée contre eux par Pompée en 66-65 av.J.-C. Ils sont parfois considérés comme des ancêtres possibles des Ingouches.
Les Romains, dans leur guerre contre les Gargares, avaient noté que, parmi les combattants ennemis tués, il y avait de nombreuses femmes, puissamment armées. Ils en tirèrent la conclusion que les Gargares étaient les compagnons mâles occasionnels des Amazones, que la tradition situait dans la même région,.
Ces Gargares ne doivent pas être confondus avec ceux dont il est question chez Virgile (Géorgiques, I) et qui sont situés en Mysie dans un terroir extrêmement fertile ; selon Macrobe, ils vivent au pied du mont Ida.

## Sources antiques
- Macrobe, Saturnales, V, 20 (« Des Gargares et de la Mysie d'après le premier livre des Géorgiques »).
- Strabon, XI, 5, 1.